# 네드 핸런
에드워드 휴 "네드" 핸런(Edward Hugh "Ned" Hanlon, 1857년 8월 22일 ~ 1937년 4월 14일)은 19세기 메이저 리그 야구 선수이자 감독으로, 감독으로 쌓은 통산 1,313승은 역대 메이저 리그 감독 중 28위의 기록이다. 1996년 베테랑 위원회의 투표로 감독으로서의 경력을 인정받아 명예의 전당에 헌액되었다.